# Барцал, Антон Иванович
Антон Иванович Барцал (25 мая 1847—1927 или 1928) — чешский и русский оперный певец (тенор) и режиссёр. Заслуженный артист Императорских театров. В 1882—1903 годах — главный режиссёр Большого театра.

## Биография
По национальности чех. В 1865 поступил в Венскую придворную оперную школу, одновременно посещал музыкально-декламационные классы профессора Ферхтгот-Товочовского при Венской консерватории. Впервые выступил 4 июля 1867 в публичном концерте Большого певческого общества в Вене. В том же году дебютировал как оперный певец на сцене Пражской оперы. В 1870 по приглашению хорового дирижёра Ю. Голицына гастролировал в России с его хором. С этого же года жил в России. В летние сезоны 1873 и 1874 годов, а также в сезоне 1877—1878 годов пел в Одесской опере. С 1870 года выступал в оперных театрах Киева, Одессы, Петербурга. С 1878 по 1902 год был солистом Большого театра, а в 1882—1903 годах также и главным режиссёром этого театра. Много концертировал. В 1898—1921 годах — профессор Московской консерватории по оперному классу. С 1921 года до конца жизни жил в Германии.
Среди учеников А. И. Барцала — певцы Василий Петров (бас), Александр Альтшуллер (бас-баритон), Павел Румянцев (баритон).

## Творчество
А. Барцал — первый исполнитель на русской сцене партий в операх Вагнера Вальтера фон дер Фогельвейде («Тангейзер»), и Миме («Зигфрид»), а также Ричарда в опере «Бал-маскарад» Дж. Верди).
1-й исполнитель партий: Витека («Далибор» Б. Сметаны; 1868, Прага, п/у автора), князя Юрия («Княгиня Островская»), пустынника («Сон на Волге»); в Большом театре — Шуйского («Борис Годунов», 2-я ред.), Синодала («Демон» А. Рубинштейна), Дефоржа («Дубровский»), Радамеса («Аида»), Герцога («Риголетто», на рус. языке), Тангейзера («Тангейзер»); на рус. сцене — Ричарда («Бал-маскарад»), Миме («Зигфрид»), Вальтера («Тангейзер»). Лучшие партии: Финн, Князь («Русалка» А. Даргомыжского), Фауст («Фауст»), Арнольд, Элеазар. Другие партии: Собинин, Баян, Андрей Морозов, Трике, Берендей («Снегурочка»), Ахиор («Юдифь») ; Альмавива («Севильский цирюльник» Дж. Россини), Дон Оттавио («Дон Жуан»), Макс («Вольный стрелок»), Альфред («Травиата»), Манрико («Трубадур»), Трике («Евгений Онегин», первая постановка в Большом театре), Рауль («Гугеноты»), Васко да Гама («Африканка»), заглавная партия во «Фра-Дьяволо».
Партнёры по выступлениям: А. М. Абрамов, П. Б. Борисов, И. Ф. Бутенко, Е.Верни, М. Винчи, С. Г. Власов, В. Н. Гнучева, Л. Д. Донской, М. В. Зотова, Н. П. Зыкова, Б. Б. Корсов, А. П. Крутикова, Е. А. Лавровская, И. В. Матчинский, Ю. Я. Махина, Н. В. Салина, А. В. Святловская, Л. В. Собинов, С. Е. Трезвинский, В. С. Тютюнник, Л. Б. Финокки, П. П. Фигуров, О. Р. Фюрер, П. А. Хохлов, Ю. И. Шакулло, Л. Чаров, Ф. И. Шаляпин, М. А. Эйхенвальд.
Пел под управлением дирижёров: У. И. Авранека, И. К. Альтани, А. С. Аренского, Э. М. Бевиньяни, Э. Н. Мертена, Э. Ф. Направника, Б. Сметаны.